# Octave Garnier
Octave Garnier foi um anarquista francês que na segunda década do século XX fez parte do Bando Bonnot, uma organização anarquista ilegalista que atuou em uma série de ações criminosas (assaltos e fraudes) contra as elites francesas nos anos de 1911 a 1913.